# ابن أبي زرع
ابن أبي زرع الفاسي ، ( توفي سنة 726هـ 1326 م ) . مؤرخ مغربي في عهد المرينيين ، صاحب كتاب الأنيس المطرب بروض القرطاس في أخبار ملوك المغرب وتاريخ مدينة فاس الذي جمع تاريخ المغرب من الدولة الإدريسية إلى الدولة المرينية. توفي ابن أبي زرع بعد سنة 726 هـ كما جاء في كتاب النبوغ للعلامة عبد الله كنون .

## سيرته
أبو الحسن علي بن محمد بن أحمد بن عمر بن أبي زرع الفاسي مؤرخ مغربي يُعد من الثقات، وُصف بالنزاهة والعدالة في النقل، واشتُهر بكونه أحد العدول بمدينة فاس، حيث ذكر الحلبي في الدر النفيس أنه كان يحترف التوثيق بسماط العدول، ما يدل على مكانته المعتبرة في مجاله.
يُعرف ابن أبي زرع بكتاب روض القرطاس، الذي يُعد من المصادر الأساسية في تاريخ المغرب، وقد نُشر على يد المستشرق دمباي، وتُرجم إلى العديد من اللغات الأوروبية لما يحتويه من مادة تاريخية أصيلة وأهمية علمية بارزة. كما ألّف كتاب الأنيس المطرب، الذي تميز بطابعه الشمولي، إذ لم يقتصر على عرض سير الأفراد أو سرد الحروب، بل تناول مختلف جوانب الحياة السياسية والاجتماعية والاقتصادية والثقافية، مما يجعله بمثابة تأريخ عام للمغرب الأقصى.
يغطي الأنيس المطرب فترة زمنية تمتد لأكثر من خمسة قرون ونصف، ويُعد نموذجاً للتأريخ المحلي الذي يعكس اعتزاز المؤرخ بوطنه، وقد أُطلق على هذا التوجه لدى ابن أبي زرع تعبير «فكرة الوطنية المغربية». كتب عن عدد من الدول ذات الاتجاهات المتباينة دون تحيّز أو انتقاص، باستثناء ميله الظاهر لدولة الأدارسة بسبب انحدار نسبهم من أهل البيت.

## مؤلفاته
- الأنيس المطرب بروض القرطاس في أخبار ملوك المغرب تاريخ مدينة فاس
- زهرة البستان في أخبار الزمان (لا يزال مفقودا)
- الذخيرة السنية في تاريخ الدولة المرينية (بعض الباحثين يرون أن هذا الكتاب من تصنيف ابن أبي زرع)[بحاجة لمصدر]